# Crassadoma gigantea
Crassadoma gigantea (лат.) — вид двустворчатых моллюсков, населяющий тихоокеанское побережье Северной Америки от Британской Колумбии до Мексики.
Правой створкой мантии моллюск прикрепляется к твёрдому субстрату. Она деформируется согласно рельефу основания. Левая створка выпуклая, массивная, ребристая, коричневой окраски. Между створками проступает мантия розового цвета с малочисленными щупальцами, на кончиках которых находятся глаза. Длина раковины составляет 15—25 см.
Обитает на морском дне на глубине до 80 метров. Прикрепляется к подводным камням, кораллам, искусственным сооружениям.